# Cryptogram

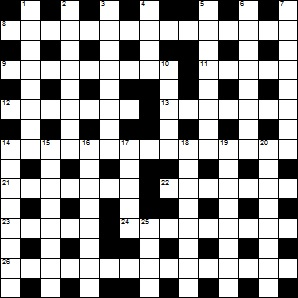
Cryptogram Leeuwarder Courant

Een cryptogram is een bijzondere vorm van een kruiswoordpuzzel.
Het woord "cryptogram" komt van het Griekse woord "kruptos", dat "verborgen" betekent, en "gram" (bij Grieks gráphein ‘schrijven’). De in te vullen woorden worden op een cryptische (verborgen) manier omschreven. Vaak zijn binnen de omschrijving twee aanwijzingen te vinden. Door hierover na te denken en te associëren kan men tot de oplossing komen. Als het woord gevonden is kan men veelal terug redeneren en verklaren hoe het samengesteld is, waardoor men bij goed gemaakte cryptogrammen tamelijk zeker weet dat het gevonden woord juist is.

## Oplossen
Om tot een oplossing te komen is het belangrijk elk afzonderlijk woord van de zin op al zijn betekenis(sen) of synoniemen en homoniemen te bekijken en niet zozeer te kijken naar de vreemd geformuleerde zin als één geheel.
Bijvoorbeeld: Het woord vier(de) kan staan voor het Romeinse cijfer "IV", en dus als letters "I en V" te gebruiken, maar ook doelen op de vierde letter van het alfabet de letter de "D", of nog een mogelijkheid; verleden tijd van vieren (= feesten óf een touw laten vieren).
Ook moet er goed opgelet worden of een zin in tegenwoordige tijd of verleden tijd gesteld is. Wordt er enkelvoud of meervoud gebruikt? Wordt er een verkleinwoordje gebruikt?
Als het woord "hoort" in een omschrijving voorkomt kan dit betekenen "klinkt als...".
De naam "Frans" kan doelen op een Franse term en een land genoemd als "in Engeland" genoemd kan mogelijk doelen op een Engelse term. 
Het zijn allemaal cryptische aanwijzingen om tot het juiste antwoord te komen.
Andere voorbeelden: "weer" kan in een cryptogram betekenen dat het woord achterstevoren moet worden gelezen. Er kan ook gebruikgemaakt worden van anagrammen.

## Voorbeelden
- De kraai klinkt stoutmoediger dan dat ventje → kabouter
kraai = ka
stoutmoedig = boud
klinkt als → bout + overtreffende trap = bouter
ka + bouter = kabouter = ventje
- De eerste beroemdheid wordt geplukt → aster
eerste = a
beroemdheid = ster
een aster = bloem, een bloem kun je plukken.

## Diagram
De zwarte vakjes in de puzzel stonden in de beginjaren van het cryptogram symmetrisch of in spiegelbeeld verspreid in de puzzel.
Een veel gebruikte diagrammaat is 15 bij 15 vakjes. In het diagram van 15 × 15 hokjes moesten meestal 2 × 16 oplossingen worden ingevuld. Later verschenen ook andere afmetingen en vrijere vormen van het diagram. Het diagram van cryptogrammen bevat ongeveer 30% zwarte vakjes, bij kruiswoordpuzzels is dat hooguit 20%. In de negentiger jaren liep het aantal opgaven terug tot iets meer dan twintig en de symmetrie werd minder strak aangehouden. Een cryptogram heeft veel minder kruisende woorden dan een kruiswoordpuzzel.

## Geschiedenis
Het woord ‘cryptogram’ wordt op 4 december 1884 voor het eerst genoemd in Nederland en heeft dan de betekenis van ‘ geheimschrift’. Het betreffende artikel gaat over het omzetten van symbolen, cijfers en letters in geschreven tekst. Aan het eind van de negentiende eeuw werd in kranten vaker geschreven over gecodeerde berichten, die gebruikt werden in de Frans-Duitse oorlog van 1870. Zo publiceerde De Amsterdammer in 1888 een reeks artikelen over de beginselen van de ‘kryptographie’. Na de eerste Wereldoorlog plaatste diezelfde krant opnieuw een serie artikelen over de ‘Ontcijferkunst’. Gecodeerde berichten kregen in de Tweede Wereldoorlog veel aandacht door het Enigma decodeertoestel.
Een eenvoudige manier om woord te coderen is het anagram, bijvoorbeeld in de vorm van een ‘visitekaartje’ of een charade. Dat veel mensen plezier beleven aan het ontcijferen van taalvormen bleek in 1981 uit de populariteit van het ’Opperlands’.
De overgang van kruiswoordpuzzel naar cryptogram werd door de krantenuitgevers gezien als een lastige opgave voor de puzzelaar. Op 12 februari 1949, een week voordat het eerste ‘kryptogram’ zou verschijnen, plaatste weekblad De Groene daarom een eerste kryptogram als voorbeeld voor de lezers onder het kopje ‘Kruiswoord-puzzles worden volwassen - Kryptogrammen’. Naast het geplaatste diagram stond een toelichting met oplossing hoe de puzzel opgelost kon worden. Bij de introductie van de nieuwe puzzelsoort was het gebruik van anagrammen een welkome steun. Om de puzzelaar op het goede spoor te zetten werd het woord anagram er tussen haakjes bij vermeld. Het eerste ‘kryptogram’ van 19 februari 1949 bevatte dan ook veel anagrammen. In de loop der tijd kreeg de betekenis van woorden een steeds grotere rol.
Een week nadat de voorbeeldpuzzel was geplaatst kwamen zowel De Groene Amsterdammer als het Algemeen Handelsblad met een puzzel die de puzzelaars zelf konden oplossen. Deze ‘toevalligheid’ van gelijktijdig verschijnen was ook het geval geweest bij de introductie van het eerste Nederlandse kruiswoordraadsel op 12 januari 1925. De ‘kryptokruiswoordpuzzle’ van het Algemeen Handelsblad op 19 februari 1949 had exact hetzelfde diagram als dat van het eerste voorbeeldkryptogram in De Groene een week ervoor. Het Algemeen Handelsblad schreef boven haar eerste kryptogram: ‘Zoek eens wat langer – In de krypten van het Puzzlerijk’. De krant merkte dat de nieuwe ‘kryptokruiswoordpuzzle’ door de lezers goed werd ontvangen. Hoewel een tijdlang ook de naam ‘krypto-puzzle’ werd gebruikt raakte de puzzelsoort steeds meer ingeburgerd als ‘cryptogram’.
Het gebruik van niets = o als in ‘Niets in het nest te hebben maakt arbeidzaam (5)’ (n-o-est) uit het eerste cryptogram zou na het eerste kryptogram nog heel vaak in cryptogrammen worden gebruikt.
Een cryptogramdiagram was doorgaans sterk symmetrisch. De omschrijvingen werden in de loop der jaren korter. De kortst mogelijke omschrijving is het cryptoniem, een cryptisch synoniem dat slechts uit één woord bestaat. 
 In 1955 verscheen het woord cryptogram voor het eerst in een Nederlands woordenboek. Hiermee verdween de lange omschrijving woordspelingen-kruiswoordraadsel. Als puzzelsoort kan het cryptogram als een unieke Nederlandse puzzelsoort worden beschouwd. In het Engelse taalgebied bestonden soortgelijke puzzelsoorten reeds onder de naam cryptic crossword, kortweg crossword genoemd. Het Engelse woord cryptogram heeft echter betrekking op geheime codes.

## Ontwikkeling
Henk Scheltes (1921–1987) van het NRC kan worden beschouwd als degene die het Nederlandse cryptogram in een andere richting ontwikkelde dan het Engelse en Amerikaanse crossword. Het Engels bevat veel meer dan het Nederlands korte woorden voor complexe begrippen. Zo heet het witte velletje onder de schil van een sinaasappel, die de schil scheidt van het vruchtvlees, in het Engels pith. Het Nederlands kent er geen woord voor en dat is ook zo in veel soortgelijke gevallen. De aandacht voor de vorm veranderde bij Scheltes steeds meer in nadruk op de woordbetekenis.
‘Palindroomkoning’ Piet Burger bleef als cryptogrammenmaker/cryptograaf bij Elsevier veel anagrammen gebruiken en had aandacht voor de vorm van woorden en woordspelingen. Scheltes was een van de laatsten die als redacteur werkte op de krant en in die hoedanigheid ook het cryptogram maakte. Scheltes zette de puzzelaars op een dwaalspoor door het gebruik van woordspelingen en klankverandering en minder door letterkeer. Ook verdween bij hem de symmetrie uit de diagrammen. Doordat hij ook afstapt van het 15x15 formaat van de diagrammen konden er ook langere puzzelwoorden worden gebruikt. Sinds 1959 gebruikte Scheltes de spelling Cryptogram in plaats van kryptogram. In 1970 werd hij opgevolgd door Jelmer Steenhuis. Het eerste (anoniem geplaatste) kryptogram werd gemaakt door de eerste cryptograaf, H.A. Sluyter. Sluyter werd  bij De Groene later opgevolgd door cryptografen als Jac. Van der Ster, Wouter Klootwijk en Henk Jongebloed. Andere bekende cryptogrammenmakers of 'cryptografen' zijn Jan Meulendijks, Frans Wentholt en Henk Verkuyl.
De krantenpuzzels werden in de loop van de tijd steeds vaker geleverd door grote puzzeluitgeverijen als Denksport (Metro, Rotterdams Dagblad, Kidsweek) en Puzzelsport (de Volkskrant, Algemeen Dagblad, Elsevier, HP/De Tijd) en kleinere bedrijfjes JFS (Parool), Pzzl.com (Trouw) en Jelmer Steenhuis (NRC Handelsblad, Vrij Nederland).

## Doorontwikkeling
Een verzamelplaats voor cryptogrammenliefhebbers is Jaspers Cryptogrammensite. Het is een platform voor innovatie waardoor het cryptogram zich in meerdere richtingen kon ontwikkelen. Zo ligt er meer de nadruk op hersenkrakers met associatieve en dubbele betekenissen: "Staffunctionaris", "Chefstaf" of "Dakruiter" met als oplossing Sinterklaas. Tot de leden behoren Frans Weltholt, Adri Altink en Jan Beuving. Het genootschap ging bijvoorbeeld verder met de door Piet Burger ontwikkelde rebuscryptografie. Daarbij gaat het puur om het spelen met woorden, los van de betekenis. Zo krijgt de puzzelaar te maken met de meest uiteenlopende denkrichtingen. Er wordt bijvoorbeeld gespeeld met plaatsbepalende voorzetsels. Ook het visuele aspect speelt een belangrijke rol. Tot de rebuscryptografen horen Henk Jongebloed (Groene Amsterdammer) en ‘Dr. Denker’.
Aanvulpuzzel
· anagrampuzzel
· citaatpuzzel
· cryptogram
· doorloper
· droedel
· filippine
· hartbrekerpuzzel
· kruiswoordpuzzel
· paardensprong
· paspuzzel
· pentagrampuzzel
· petpuzzel
· rebus
· scrabble
· slashpuzzel
· spiraalpuzzel
· taartpuzzel
· weefpuzzel
· woordritsen
· woordladder
· woordvlechten
· woordworm
· woordzoeker
· wordfeud
· wordle
· wurdian
· Zweedse puzzel